# Levuka
Levuka er en by på den østlige kyst af den fijianske ø Ovalau, i Lomaiviti-provinsen, i den østlige del af Fiji. Før 1877 var det Fijis hovedstad. Ved folketællingen i 2007, den sidste til dato, havde Levuka by en befolkning på 1.131 (plus 3.266 bor i periferien af byen), omkring halvdelen af Ovalaus 8.360 indbyggere. Den er det økonomiske knudepunkt og den største af 24 bebyggelser på øen. Efter at have været nomineret årtier tidligere, blev Levuka udpeget til UNESCOs verdensarvssted i juni 2013, som en anerkendelse af havnebyens usædvanlige historie om de sene koloniale havnebyer i Stillehavet.

## Historie
Den moderne by Levuka blev grundlagt omkring 1820 af europæiske bosættere og handlende, som den første moderne by på Fiji-øerne, og blev en vigtig havn og handelsstation. En uensartet gruppe af nybyggere udgjorde Levukas befolkning - handelsmænd, missionærer, skibstømrere, spekulanter og vagabonder, såvel som respektable forretningsmænd. US Exploring Expedition besøgte i 1840.
I midten af det 19. århundrede var byen hurtigt ved at blive et kommercielt knudepunkt for handel med havagurker. Maristpræster, ledet af fader Jean-Baptiste Bréhéret, etablerede en mission i Levuka i 1858, og Wesleyanske missioner blev bygget omkring samme tid. Hellige Hjertes Kirke, Marist Convent School og to metodistkirker findes stadig i dag. I 1870 havde byen en befolkning på mere end 2000. Da den første moderne nationalstat Fiji, Kongeriget Fiji, blev grundlagt i 1871, blev Seru Epenisa Cakobau kronet til konge i Levuka. Efter at Fiji blev annekteret som en britisk koloni i 1874, forblev Levuka hovedstaden indtil 1877, hvor administrationen blev flyttet til Suva, selvom flytningen først blev gjort officiel i 1882. Flytningen var foranlediget af bekymringer om, at de 600 meter høje bakker, mange med klipper, omkring Levuka ikke gav plads til udvidelse. 
Levuka er berømt for mange af Fijis "firsts". Det var stedet for Fijis første bank, postkontor, skole, private medlemsklub, hospital, rådhus og kommunestyre. Fijis første avis, Fiji Times, som stadig er i drift i dag, blev grundlagt i Levuka i 1869. Levuka's Royal Hotel er det ældste hotel i det sydlige Stillehav, der stadig er i drift. Historikere har ikke fastslået dens nøjagtige alder, men optegnelser viser, at den eksisterede i begyndelsen af 1860'erne. Levuka Public School, åbnede i 1879, var den første offentlige skole i Fiji, og mange af Fijis ledere i årene op til og efter uafhængigheden i 1970 blev uddannet der. Den ældste frimurerloge i det sydlige Stillehav, Lodge Polynesia 562 SC, er også at finde i Levuka. Det blev etableret i 1875. Levuka var også stedet for Fijis første offentlige elektricitetssystem, som begyndte i 1927, tre dage før hovedstaden Suva blev elektrificeret. 

### Brandstiftelse
Meget af Levukas unikke arv ligger i dens træarkitektur, som er meget sårbar over for brand. Frimurerlogen, Levukas eneste romanske bygning  blev sat i brand i perioden med lovløshed og uro efter Fijis kup i 2000. Der er meget kontrovers om frimurerbroderskabet i Fiji, de dominerende traditionelle kristne trosretninger anser frimurere for at være djævletilbedere. Logen indeholdt uvurderlige historiske artefakter og optegnelser om Levukas historie, der går tilbage til 1875. Brandstifterne er endnu ikke identificeret og retsforfulgt. 
I 2008 blev et stort kølelager, som var placeret ved siden af byens hovedvej, ødelagt af en brand forårsaget af svejsevedligeholdelsesarbejder. I de senere år er det gamle Mavida Guest house og den gamle General Store på Levukas hovedgade også brændt ned. General Store Building husede Westpac Bank, Air Fiji og et supermarked, og da den var over 100 år gammel, var den en del af det dengang foreslåede (nu etablerede) UNESCO Verdensarvssted. Rygter om pyromani florerer i forbindelse med brandene, men der er ikke rejst retssager. Der ikke er nogen brandhaner i byen, og at stort set ingen bygninger har sprinkler- eller alarmanlæg.

## Økonomiske aktiviteter
Levukas status som mellemlandingshavn for fartøjer, der krydser Stillehavet, sluttede i 1950'erne, hvilket truede byen med økonomisk udryddelse. I 1964, blev dog Stillehavets Fishing Company (PAFCO) grundlagt af en japansk firma, som har specialiseret sig i at fryse og eksportere dåsetun, for det meste til markeder i Europa og Canada. En konservesfabrik, et fælles PAFCO-regeringsprojekt, blev åbnet i 1976 og er den største private arbejdsgiver på øen Ovalau. På grund af Levukas isolation spiller turisme kun en mindre rolle i Levuka/Ovalau-økonomien.